# TT48
La tombe thébaine TT 48 est située à El-Khokha, dans la nécropole thébaine, sur la rive ouest du Nil, face à Louxor en Égypte.
C'est la sépulture d'Amenemhat, dit Sourer, chargé des bétails d'Amon. Il est le fils d'Ith-taoui, surveillant du bétail d'Amon et de la dame Mout-Touy.

## Description
La tombe d'Amenemhat, dit Sourer, date de l'époque d'Amenhotep III (milieu de la XVIIIe dynastie). Il se compose d'un portique, un passage et une salle intérieure.
Le portique est la première chambre de la tombe, et il contient vingt piliers. Le mur sud est décoré avec des scènes de dieux et de déesses dont Geb, Nout, Osiris et Isis. Des listes d'offrandes sont représentées et des rituels effectués devant une statue de Sourer. Dans une autre scène des porteurs d'offrandes sont devant Sourer et sa mère Mout-Touy. Le mur occidental montre des scènes d'une fête de la moisson célébrée par Amenhotep III. Le roi est représenté faisant des offrandes et adorant les dieux. Sur le mur oriental Amenhotep est montré suivi par son ka. Le mur nord montre plusieurs scènes du roi Amenhotep III. Sourer est représenté tel qu'il apparaît devant son roi qui est assis dans un kiosque. Une autre scène montre le roi terrassant ses ennemis. Des représentations de statues du roi et la reine Tiyi sont montrées tels qu'ils sont en attente d'être consacrés. Le mobilier du tombeau représentent des articles fabriqués pour la fête-Sed des trente ans d'Amenhotep III.
Le passage et la salle intérieure sont décorées avec des scènes de Sourer adorant les dieux.